# Войница (Карелия)
Во́йница (карел. Vuonnini) — посёлок в составе Луусалмского сельского поселения Калевальского национального района Республики Карелия.

## Общие сведения
Расположен на западном берегу озера Ридалакши.

## Памятники истории
В посёлке находится братская могила, в которой захоронено 264 советских воина, погибших в период белофинской интервенции (1921—1922), советско-финской (1939—1940) и Великой Отечественной войн.

## Достопримечательности
В 1995 году в посёлке, на месте где в своё время стояла изба известного рунопевца Ваассилы Киелевяйнена, был открыт памятник рунопевцам — «Камень Ваассилы» (скульптор Мартти Айха, Финляндия). Памятник установлен Карельским просветительским обществом (Karjalan Sivistysseura) в сотрудничестве с обществом «Калевалы» (Kalevalaseura).

## Население
| 2002 | 2009 | 2010 | 2013 |
| ---- | ---- | ---- | ---- |
| 40   | ↘20  | ↗22  | ↘19  |

## Улицы
- ул. Береговая
- ул. Лесная
- ул. Полевая
- ул. Центральная